# Jan Antoni Lewicki
Jan Antoni Lewicki herbu Rogala – sędzia grodzki bełski w 1733 roku, pisarz grodzki bełski w 1729 roku, wicesgerens grodzki bełski w 1721 roku.
Delegat i konsyliarz województwa bełskiego w konfederacji dzikowskiej w 1734 roku.